# جون رولينز
جون رولينز (بالإنجليزية: John Rollins)‏ هو لاعب غولف أمريكي، ولد في 25 يونيو 1975 في ريتشموند في الولايات المتحدة.

## وصلات خارجية
- الموقع الرسمي
- جون رولينز على موقع رابطة لاعبي الغولف المحترفين (الإنجليزية)
- جون رولينز على موقع رابطة اليابان للاعبي الغولف المحترفين (الإنجليزية)
- جون رولينز على موقع التصنيف العالمي الرسمي للغولف (الإنجليزية)